# Замолодчиков, Генрих Александрович
Генрих Александрович Замолодчиков (род. 7 августа 1937, Москва) — советский футболист, нападающий.

## Биография
Генрих Замолодчиков родился 7 августа 1937 года в Москве.
В 1956 году окончил десять классов школы.
Играл в футбол на позиции нападающего. Начал карьеру в 1960 году в калужском «Спутнике», забил 3 мяча во второй группе класса «А».
В 1961 году перешёл в костромской «Текстильщик», выступавший на том же уровне. Провёл 24 матча, забил 9 мячей.
В 1962 году перебрался в московское «Торпедо». Сыграл 2 матча в первой группе класса «А», в кубковых поединках не участвовал и 3 сентября покинул команду. 
По ходу сезона-62 перешёл в луганские «Трудовые резервы», однако не провёл ни одного матча во второй группе класса «А». В 1963 году также не сумел закрепиться в составе, сыграв всего 2 поединка. В том же сезоне также защищал цвета волгоградского «Трактора» и новороссийского «Цемента».
В 1965 году играл в классе «Б» за ковровский «Ковровец», провёл 1 матч, забил 1 гол.